# Josef Holey

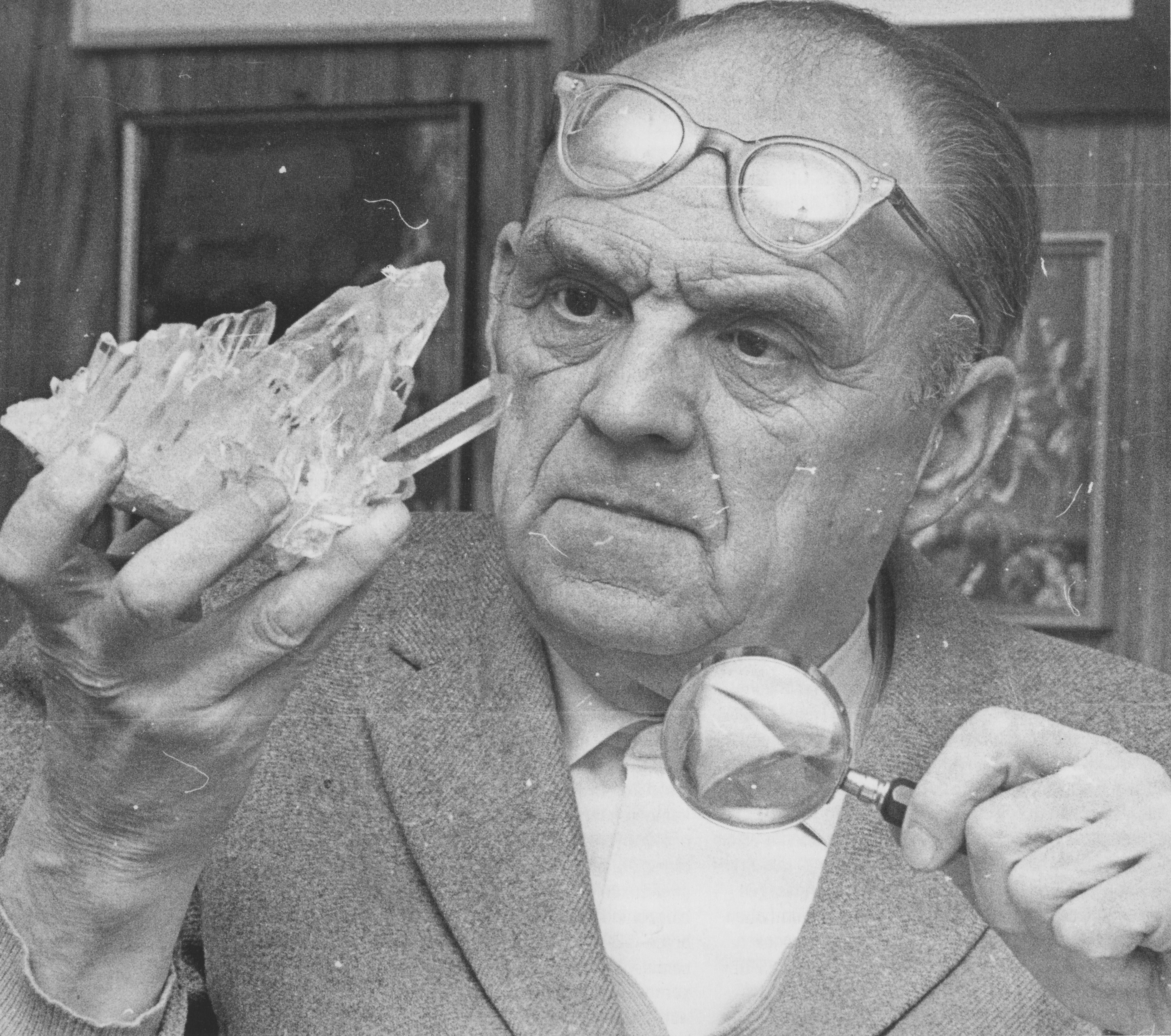
Josef Holey mit Bergkristall

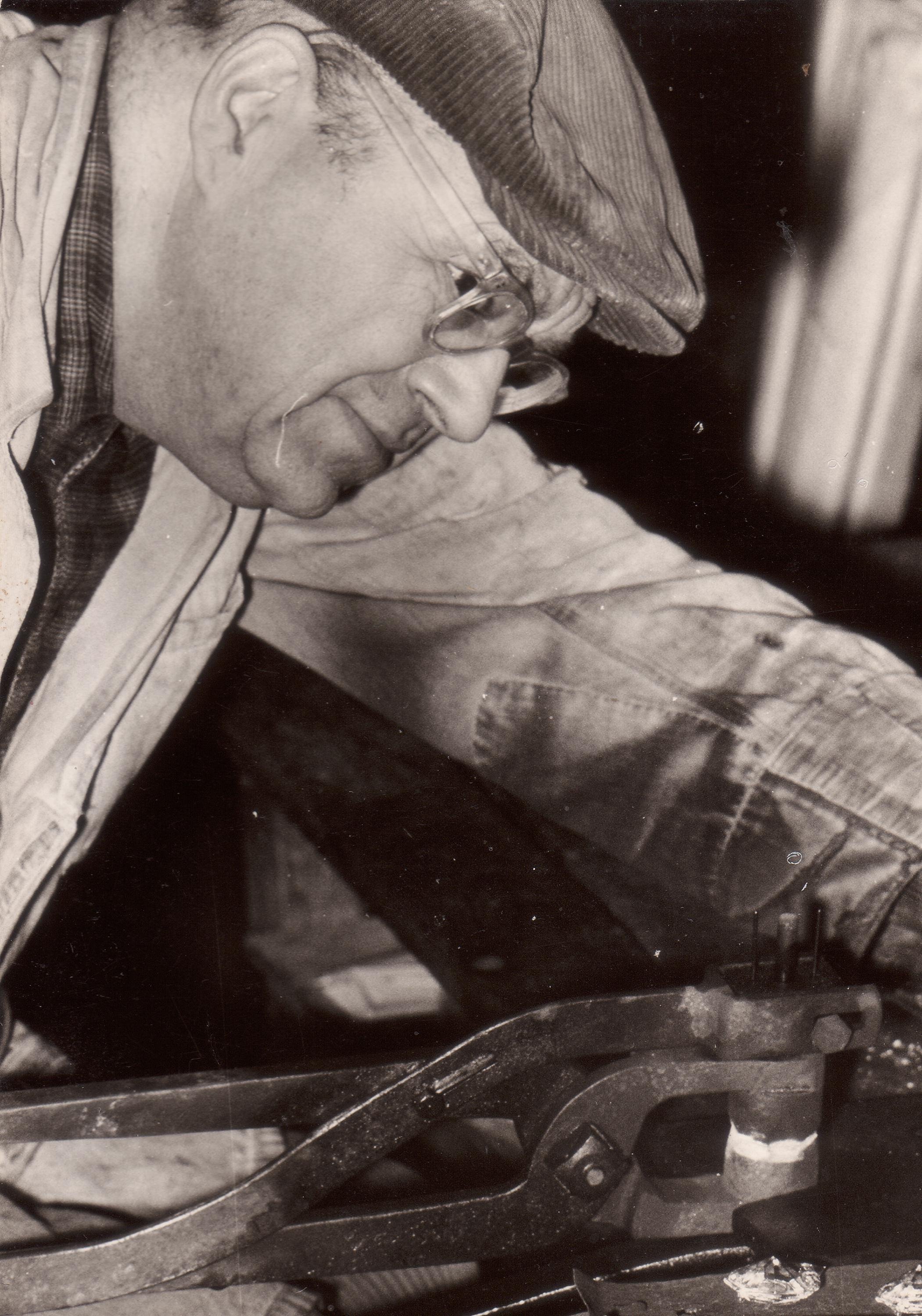
Josef Holey beim Glasdrücken

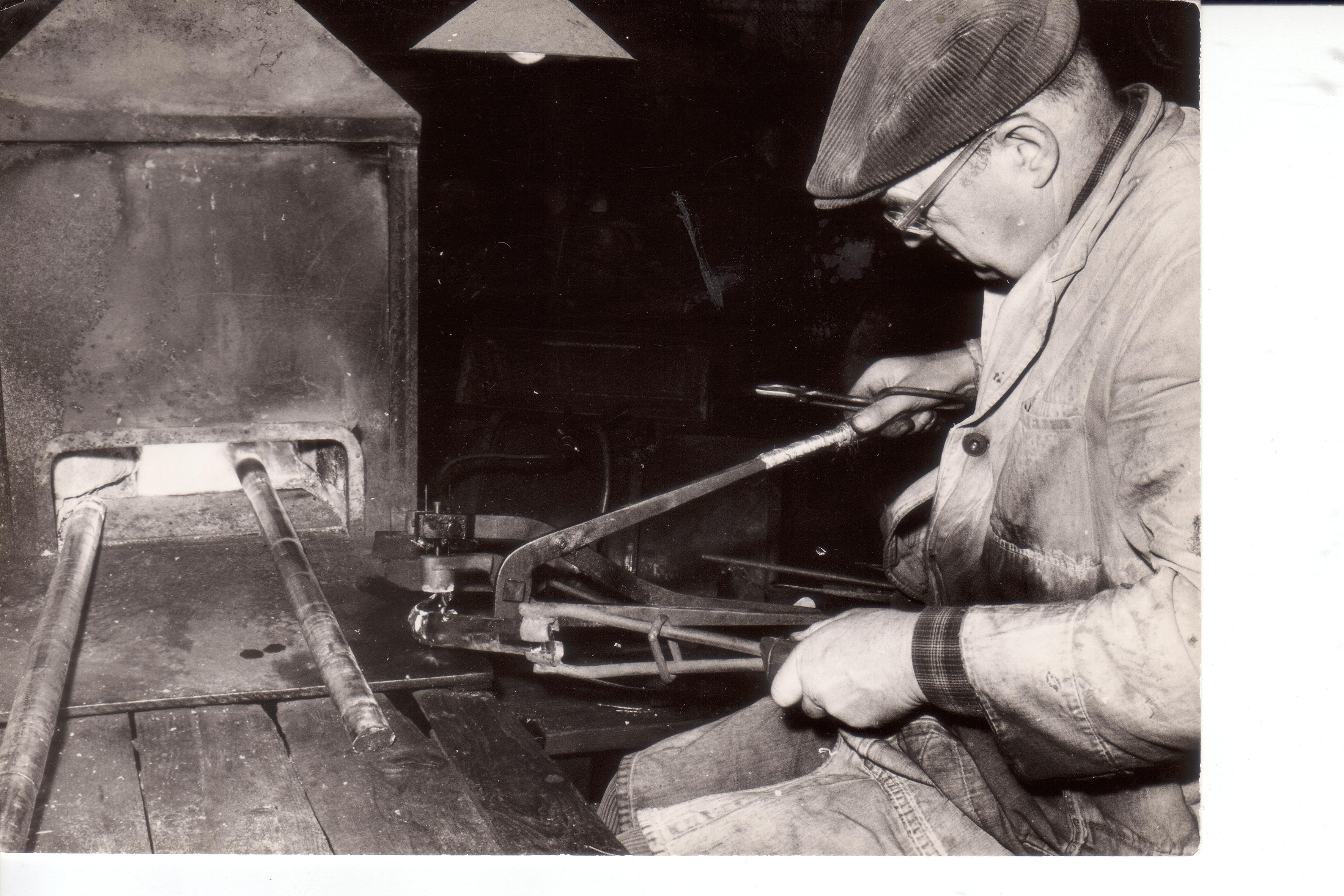
Josef Holey beim Glasdrücken vor dem Ofen

Josef Johann Maria Holey (* 3. Januar 1899 in Gablonz; † 25. September 1986 in Trappenkamp) war ein deutscher Experte für Glaserzeugung und Unternehmer in der Gablonzer Glas- und Schmuckwaren-Branche.

## Leben
Nach dem Besuch der Volksschule, des Gymnasiums und der Handelsakademie in Prag, wurde er im Ersten Weltkrieg 1917 zu den Tiroler Kaiserschützen an die italienische Front in die Dolomiten geschickt. 1919 trat er in das großväterliche „Glaswaren-Erzeugungs- und Exportgeschäft Anton Hittmann“ in Wiesenthal bei Gablonz ein und führte es nun in Generationenfolge seit 1760 fort.
Im Zweiten Weltkrieg musste er 1941 wieder zum Militärdienst und schulte in Oschitz als Fluglehrer Pilotenanwärter der Wehrmacht im Segelfliegen. Noch im Februar 1945 wurde er zur Truppe in die Niederlande verlegt und dort von britischen Streitkräften gefangen genommen, in Ostfriesland interniert und Ende 1945 entlassen. Das Segelfliegen wurde nach dem Krieg zu seinem Hobby. Anfang der 50er Jahre war er Schulungsleiter und Fluglehrer im Flugsport-Club Neumünster.
Josef Holey starb am 25. September 1986 in Trappenkamp. Seine Urne wurde 2007 von Sohn Walter Holey an seinen Geburtsort nach Gablonz an der Neiße überführt.

## Wirtschaftliche Aktivitäten
Im November 1945 suchte Holey Kontakt zu Hamburger Exporteuren zwecks Aufbaus der Gablonzer Glas- und Schmuckindustrie in Norddeutschland und erhielt im Juni 1946 erste Kenntnis vom ehemaligen Marinesperrwaffenarsenal Trappenkamp. Trappenkamp erschien Holey für die Ansiedlung der Gablonzer Glas- und Schmuckindustrie bestens geeignet. Die verstreut liegenden, kleinen Bunker waren für die gewohnte Struktur der Gablonzer wie geschaffen. Er nahm Kontakt auf mit Lutz Warschauer, dem Hauptgeschäftsführer der Wirtschaftsförderung Nord, mit Vertretern des Hamburger Senats, der Landesregierung Schleswig-Holstein und des Kreises Segeberg.
Im Sommer 1946 wurde ihm in Trappenkamp der Bunker G3 zugewiesen. Dort errichtete er unter der tätigen Mithilfe der Gebrüder Vater eine Glas-Druckhütte. In dieser wurde noch im Verlaufe des Jahres 1946 die Erzeugung von Glasknöpfen aufgenommen. Der Familie Holey wurde im Januar 1947 das Minenzünder-Prüfhaus I in Trappenkamp als Wohnung zugewiesen. Über viele Jahre Wohnhaus, beherbergte es auch das Büro der wieder gegründeten Familienfirma „Anton Hittmann Söhne“.
Bis zur Währungsreform florierte die Firma von Josef Holey mit der Herstellung von Glasknöpfen sowie Katzenaugen und war von den 40 Betrieben in Trappenkamp das größte Unternehmen. Holeys Betrieb beschäftigte in acht Bunkern 54 Leute, darunter 12 Drücker, 6 Säumer, 14 bis 16 Scherer, vier Hilfsarbeiter, zehn Heimarbeiter, zwei Kontorkräfte, einen Buchhalter und seinen Sohn Walter als Betriebstechniker. Nach dem 20. Juni 1948, dem Tag der Währungsumstellung, begannen sehr schwierige Zeiten. Es wurden jetzt, neben anderen Artikeln, auch Behänge für Kronleuchter produziert.

## Politische und wissenschaftliche Aktivitäten
Josef Holey war beständig in der Weiterentwicklung Trappenkamps involviert. Als ihr Mitbegründer 1946 war er in der Genossenschaft „Trappenkamper Glas- und Schmuckwaren eGmbH“ (36 Firmen) äußerst aktiv, aber auch in seinen Kontakten mit den Vertretern der Landesregierung, Dr. Seehusen und Horenkohl. Mit dem Landtagsabgeordneten Gerhard Gerlich pflegte er, auch im Rahmen der Sudetendeutschen Landsmannschaft, regen Kontakt. Josef Holey unterstützte Gerlich im Bestreben, Trappenkamp zu einer selbständigen Gemeinde (1956) zu erheben.
1949 war Josef Holey Mitbegründer der Sudetendeutschen Landsmannschaft in Trappenkamp. Von 1965 bis 1977 war er Vorsitzender der Sudetendeutschen Landsmannschaft Kreisgruppe Segeberg. Von 1969 bis 1976 stand er dem Sudetendeutschen Kulturwerk SH vor.
1968 schränkte er seinen Betrieb erheblich ein. Er befasste sich nun intensiv mit Gutachten zu antiken Kronleuchtern sowie Reparaturen und Anfertigung von Ersatzteilen für solche Lüster. Für die Erforschung der Geschichte des Kronleuchters und der Glasbehänge pflegte er Kontakte zu Kunsthistorikern, Museen, Konservatoren, Institutionen der Denkmalspflege und der Deutschen Forschungsgemeinschaft. Diese Kontakte und seine Veröffentlichungen zum Thema Kronleuchter und Strass (Diamant-Imitation aus Bleiglas) machten ihn und Trappenkamp weithin bekannt. Seine Forschung über den Kronleuchter ist einzigartig auf der Welt und genießt noch heute in allen einschlägigen Kreisen höchste Beachtung.
Sein Ziel, die Erstellung einer „Spezial-Enzyklopädie des Kristall-Kronleuchters“, hat er nicht mehr erreicht. Der Tod 1986 beendete sein Forschungsprojekt vorzeitig. Seine Arbeit wird fortgeführt von der Firma J. & L. Lobmeyr in Wien, die auch den fachlichen Nachlass von Josef Holey besitzt.
1969 stiftete Josef Holey aus seiner Werkstatt einen Kronleuchter für das „Haus der Heimat“ in Trappenkamp. Heute hängt dieser Lüster im Museumsbunker und erinnert an die Anfänge der Siedlung Trappenkamp, deren Entwicklung ohne Glasindustrie sicher anders verlaufen wäre, vielleicht sogar nicht stattgefunden hätte.

## Auszeichnungen
- Träger des goldenen Ehrenzeichens der Sudetendeutschen Landsmannschaft,
- 1970 Ehrung mit der Rudolf-Lodgman-Plakette,
- 1984 zweiter Kulturpreisträger des Sudetendeutschen Kulturwerks SH